# Wang Chen (Leichtathlet)
Wang Chen (chinesisch 王臣, Pinyin Wáng Chén; * 27. Februar 1990) ist ein chinesischer Leichtathlet, der sich auf den Hochsprung spezialisiert hat.

## Sportliche Laufbahn
Erste internationale Erfahrungen sammelte Wang Chen im Jahr 2007, als er bei den Jugendweltmeisterschaften in Ostrava mit übersprungenen 2,22 m die Goldmedaille gewann. Im Jahr darauf belegte er bei den Hallenasienmeisterschaften in Doha mit 2,18 m den fünften Platz und 2009 gewann er bei den Ostasienspielen in Hongkong mit einer Höhe von 2,18 m die Bronzemedaille hinter dem Japaner Hikaru Tsuchiya und seinem Landsmann Zhao Kuansong. 2011 gewann er dann auch bei den Asienmeisterschaften in Kōbe mit 2,26 m die Bronzemedaille hinter dem Katari Mutaz Essa Barshim und Majd Eddin Ghazal aus Syrien. Zwei Jahre später belegte er bei den Asienmeisterschaften in Pune mit übersprungenen 2,21 m den fünften Platz.

## Persönliche Bestleistungen
- Hochsprung: 2,27 m, 4. September 2017 in Tianjin
  - Hochsprung (Halle): 2,24 m, 15. März 2009 in Peking